# Resi Huber
Therese „Resi“ Huber, geborene Wild (* 13. Dezember 1920 in Dachau; † 22. März 2000 in München) war eine deutsche Zivilangestellte in dem vom Dachauer KZ betriebenen Kräutergarten „Plantage“ und versorgte in dieser Zeit heimlich Häftlinge mit Briefen und Lebensmitteln. Nach dem Krieg engagierte sich Huber bis zu ihrem Tod als Friedensaktivistin, Antifaschistin und Zeitzeugin des NS-Regimes.

## Leben
Therese Wild kam im Dezember 1920 in einfachen Verhältnissen in Dachau zur Welt. Nach ihrem Schulabschluss und einer kaufmännischen Lehre arbeitete sie ab 1942 im Verwaltungsbüro der beim Konzentrationslager Dachau gelegenen „Plantage“ – einem Projekt Heinrich Himmlers, der ein Faible für Naturheilkunde hatte und deshalb auf einem beinahe 150 Hektar umfassenden Areal Versuchsfelder anlegen und Gewächshäuser aufstellen ließ, um dort mit Pflanzen aller Art experimentieren zu können, mit deren Hilfe er „die deutsche Volksgesundheit verbessern“ wollte.
Schon nach kurzer Zeit nahmen Wild und einige ihrer Kolleginnen Kontakt mit Häftlingen auf und begannen, diese mit Lebensmitteln und Informationen von draußen zu versorgen. Mit einem der Gefangenen – dem deutschen Kommunisten Ernst Behr – nahm Wild schließlich eine Beziehung auf. Dieser wurde nach seiner Entlassung zum Wehrdienst ihr erster Mann und Vater ihrer 1944 und 1947 geborenen Kinder.
Im Mai 1946 schloss sich Therese Huber der KPD an und wurde nach deren Verbot 1968 Mitglied der neu konstituierten DKP. Huber engagierte sich leidenschaftlich in der Vereinigung der Verfolgten des Naziregimes, in der sie bis zu ihrem Tod Mitglied im Kreisvorstand München war. Sie wirkte maßgeblich am Ausbau der Otto-Huber-Hütte in Breitbrunn am Ammersee zu einer antifaschistischen Gedenk- und Begegnungsstätte mit.
In den 90er Jahren stieß Huber auf der Suche nach Bildern für die Wehrmachtsausstellung in den Akten ihres verstorbenen Mannes auf eine Todesliste von 60 Münchner Kommunisten. Ihre durch weitere Quellen ergänzte Dokumentation zur Aktivität dieser Frauen und Männer veröffentlichte die Münchner DKP 1998 unter dem Titel „Die wiedergefundene Liste“.
Bis zu ihrem Lebensende nahm Huber regelmäßig als Mitveranstalterin und Rednerin an verschiedenen Friedens- und Antifaschismus-Demonstrationen teil.
Therese Huber starb im März 2000 in München und wurde auf dem Waldfriedhof begraben.

## Werke
- DKP München (Hrsg.): Die wiedergefundene Liste: Portraits von Münchner Kommunistinnen und Kommunisten, die im antifaschistischen Widerstandskampf ihr Leben ließen. Entdeckt von Resi Huber. München, 1998

## Ehrungen

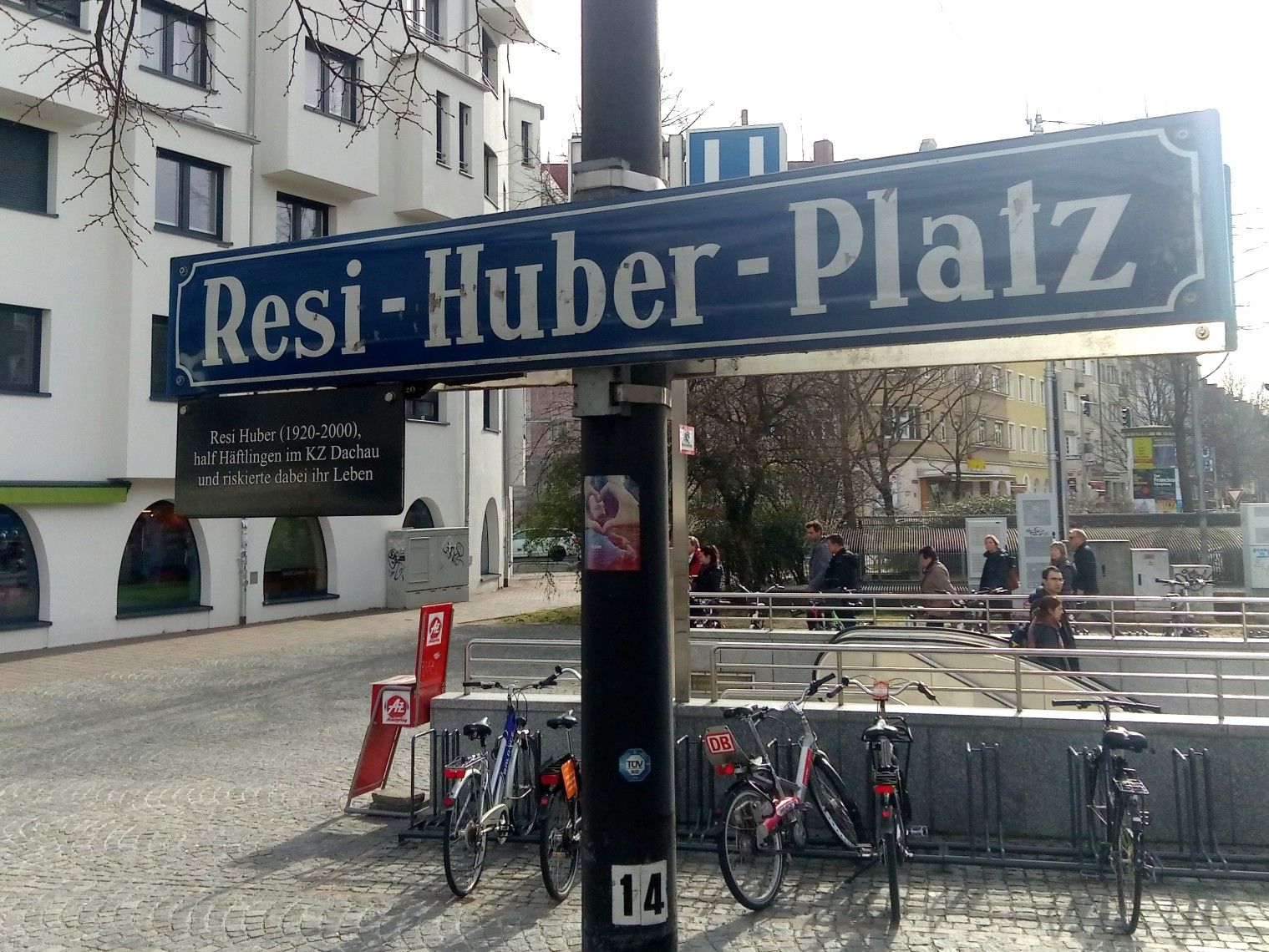
Erläuterungstafel am Resi-Huber-Platz: „Resi Huber (1920–2000), half Häftlingen im KZ Dachau und riskierte dabei ihr Leben“

Ende 2012 wurde ein bis dahin nicht benannter Platz am Schnittpunkt der Impler- und Thalkirchner Straße im Münchner Stadtteil Sendling neu zu Resi-Huber-Platz umbenannt. Um die genaue Beschriftung der Schilder – insbesondere um die Frage, ob Huber ausdrücklich auch für ihr Nachkriegs-Engagement als Antifaschistin gewürdigt werden sollte –  entspann sich ein jahrelanger Streit zwischen dem Kommunalreferat München und dem Bezirksausschuss Sendling. 2017 entschied sich Münchens Oberbürgermeister Dieter Reiter (SPD) endgültig für die vom Ältestenrat der Stadt vorgeschlagene, kurze Variante ohne Erwähnung ihrer späteren Rolle in der Antifaschismus-Bewegung.
2019 eröffnete am Resi-Huber-Platz 1 das private Studentenwohnheim Reserl, das den Namen der Platzpatin aufgreift.